# 이정상 (야구인)

이정상(1984년 7월 11일 ~ )은 전 KBO 리그 야구 선수의 투수이다. 기아 2003-2006